# Локо (Оклахома)
Локо (енгл. Loco) град је у америчкој савезној држави Оклахома.

## Демографија
По попису из 2010. године број становника је 122, што је 28 (-18,7%) становника мање него 2000. године.
| Група             | 2000.       | 2010.       |
| Белци             | 131 (87,3%) | 101 (82,8%) |
| Афроамериканци    | 0 (0,0%)    | 0 (0,0%)    |
| Азијати           | 0 (0,0%)    | 0 (0,0%)    |
| Хиспаноамериканци | 0 (0,0%)    | 5 (4,1%)    |
| Укупно            | 150         | 122         |